# Kisasszonyfa, Baranya
Kisasszonyfa este un sat în districtul Sellye, județul Baranya, Ungaria, având o populație de 198 de locuitori (2011). 

## Demografie
Componența etnică a satului Kisasszonyfa
     Maghiari (84,73%)
     Romi (13,79%)
     Croați (1,48%)
Componența confesională a satului Kisasszonyfa
     Fără religie (14,65%)
     Reformați (7,07%)
     Necunoscută (78,28%)
     Alte religii (1,52%)
Conform recensământului din 2011, satul Kisasszonyfa avea 198 de locuitori. Din punct de vedere etnic, majoritatea locuitorilor (84,73%) erau maghiari, existând și minorități de romi (13,79%) și croați (1,48%). Nu există o religie majoritară, locuitorii fiind persoane fără religie (14,65%) și reformați (7,07%). Pentru 78,28% din locuitori nu este cunoscută apartenența confesională.